# HMS Port Napier
El HMS Port Napier fue un buque de motor británico diseñado y puesto en grada como buque de cargacivil, pero que se terminó de construir en 1940 como minador auxiliar para la Marina Real Británica. Un incendio en la sala de máquinas provocó una explosión que lo destruyó en noviembre de 1940. Sus restos en Loch Alsh, en Escocia, son ahora un sitio de buceo recreativo en pecios.
Fue el tercero de los cuatro barcos llamados Port Napier que fueron propiedad de Port Line. Su nombre hace referencia al puerto de Napier, en la Isla Norte de Nueva Zelanda.

## Hundimiento

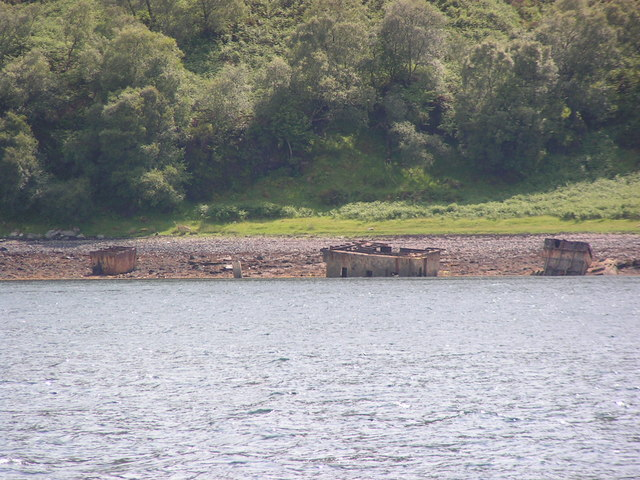
Partes de la superestructura del Port Napier en una playa de la isla de Skye

En noviembre de 1940, el escuadrón se preparó en Kyle of Lochalsh para la misión de colocación de minas SN 11. Port Napier cargó 600 minas marinas. La mayoría de las minas tenían su detonador insertado, ya que era más fácil hacerlo en el puerto que en el mar.
En la tarde del 26 de noviembre, sopló un vendaval que hizo que el Port Napier arrastrara su ancla. La cadena del ancla enredó con la de un carbonero y los dos barcos se desviaron hasta encallar en la costa de la isla de Skye. Ninguno de los dos barcos sufrió daños.
El 27 de noviembre, el Port Napier fue desminado para aligerarlo y reflotarlo. Mientras se completaba el retiro de las minas, se informó de un incendio en su sala de máquinas. Por seguridad, todos los barcos, incluido el carbonero, abandonaron el puerto y se evacuó a los residentes locales. La mayor parte de la tripulación del Port Napier abandonó el barco, pero su grupo minero permaneció y comenzó a retirar los detonadores de sus minas. Después de unos 20 minutos, la cubierta inferior de minas se calentó demasiado, por lo que abandonaron el barco.
El Port Napier no explotó, por lo que el grupo minero regresó. Para entonces, el calor estaba deformando la cubierta sobre su sala de máquinas, donde se había iniciado el incendio. Comenzaron a arrojar minas al agua a través de sus conductos de popa. El fuego empeoró, por lo que el grupo minero abandonó el barco por segunda vez. Casi inmediatamente después de que lo hicieran, hubo dos explosiones. La primera arrojó escombros a 200 pies (61 m) en el aire. Grandes partes de la superestructura de su puente aterrizaron en la costa de la isla de Skye, a 1⁄4 de milla (400 m) de distancia. La segunda creó una alta columna de humo y llamas. El Port Napier se volcó sobre su costado de estribor, una pérdida total del buque. No hubo víctimas mortales.
En 1944 se recuperaron algunas de sus placas para su reutilización. En 1950, la Marina Real británica comenzó a retirar sus minas y las 6.000 municiones para sus cañones. El resto del naufragio permanece, con su costado de babor visible durante la marea baja.

## Pecio

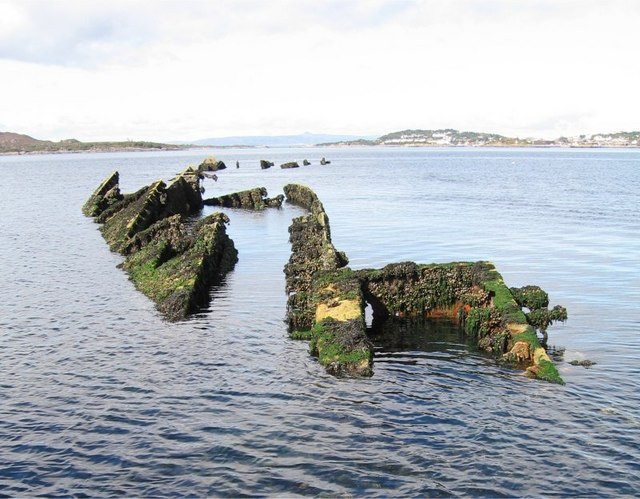
Naufragio del Port Napier en 2008

Los restos del pecio del casco del Port Napier se encuentran en el lado sur del lago Alsh en la posición 57°15′57.24″N 5°41′15.03″O / 57.2659000, -5.6875083. Partes de su superestructura todavía están en la playa cercana, pero la parte principal de su naufragio está en el agua, donde atrae a los buceadores recreativos. El buceo de penetración se facilita porque faltan grandes partes de su costado de babor.
Su proa y la madera de su cubierta están bastante intactas. Sus cañones de cuatro pulgadas estaban montados a popa de su castillo de proa, y al menos uno de ellos todavía es visible para los buceadores. Los carros para transportar las minas están dispersos en el fondo del mar. Las anémonas plumosas viven en partes de la cubierta, incluida la cubierta de madera y los cables de acero. Las vieiras también habitan en el naufragio.